# Dauendorf
Dauendorf è un comune francese di 1 441 abitanti situato nel dipartimento del Basso Reno, nella regione del Grand Est.
Nel paese sono presenti i resti dell'Abbazia di Neubourg, un monastero cistercense, distrutto durante la Rivoluzione francese.

## Società

### Evoluzione demografica
Abitanti censiti